# Oliver (cantante)
William Oliver Swofford, noto solo come Oliver (North Wilkesboro, 22 febbraio 1945 – Shreveport, 12 febbraio 2000), è stato un cantante statunitense.
È noto principalmente per i brani Good Morning Starshine, canzone presente nel musical Hair (1967) e Jean, canzone del film La strana voglia di Jean (1969).

## Discografia
- 1969 - Good Morning Starshine
- 1970 - Again
- 1971 - The Best of Oliver
- 1971 - Prisms
- 1997 - Oliver
- 2005 - Good Morning Starshine:The Best of Oliver